# Intel P8
La Microarquitectura de Núcleo de Intel (más conocida por su nombre inglés, Intel Core Microarchitecture y conocida previamente como Microarquitectura de Nueva Generación Intel, Intel Next-Generation Micro-Architecture o NGMA) es una microarquitectura de procesador multi-núcleo presentada por Intel en el primer trimestre de 2006.
Se basa en una versión actualizada del núcleo Yonah y puede considerarse la última iteración de la microarquitectura Intel P6 que remonta su historia al Pentium Pro de 1995. El elevado consumo de energía de los productos basados en la arquitectura NetBurst y la incapacidad resultante para incrementar efectivamente la frecuencia de reloj fue la razón principal de que Intel abandonara la arquitectura NetBurst. El equipo Intel Israel (IDC) que diseñó el exitoso procesador móvil Pentium M fue el encargado del diseño de la Intel Core Microarchitecture.
La arquitectura se caracteriza por un menor consumo de energía que las anteriores y es competitiva con AMD en la generación de calor. Tiene múltiples núcleos, soporte de virtualización en hardware (comercializada como Tecnología de Virtualización, Virtualization Technology, anteriormente Vanderpool) y utiliza x86-64 y SSSE3.
Los primeros procesadores que usaron esta arquitectura fueron Merom, Conroe y Woodcrest: Merom es para computación portátil; Conroe, para ordenadores de mesa, y Woodcrest, para servidores y estaciones de trabajo. Aunque idénticos desde el punto de vista de la arquitectura, las tres líneas de producto difieren en el zócalo utilizado, la velocidad del bus y el consumo de energía. Los productos basados en la tecnología Core no se identifican con la marca Pentium. Los productos basados en Woodcrest forman la serie Xeon 5100 mientras que los procesadores basados en Conroe y Merom se denominan Core 2.
La arquitectura presenta ahora características mejoradas como un bajo consumo de energía, a pesar de tener en su construcción núcleos múltiples, virtualización, además de enfatizarse su adaptación al estándar EM64T.
Los primeros procesadores que usaban esta arquitectura fueron designados con el nombre clave Merom, Conroe, y Woodcrest; Merom es usado para equipos móviles, como los portátiles, el "Conroe" es usado mayormente te para computadores de escritorio, y los de "Woodcrest" que se espera sea lanzado prontamente al mercado;dispone de tecnologías de condensación de núcleos múltiples de los anteriores procesadores, pero será de uso exclusivo para servidores.
El 7 de marzo de 200, en el Intel Developer Forum, Intel anunció la designación oficial de esta nueva microarquitectura para todos los procesadores basados en el diseño Intel Core Microarchitecture.

## Hoja de ruta

### Ordenadores portátiles
- Merom, primer procesador de octava generación para portátiles, 65 nm, dos núcleos (dual-core), con 2 o 4 MiB de caché L2.
- Penryn, procesador de dos núcleos, heredero de Merom, implementará tecnología de 45 nm, y tendrá 3-6 MiB de caché L2.
- Perryville, procesador de un solo núcleo de tecnología 45 nm, tanto para ordenadores portátiles como de sobremesa, con 2 MiB de caché L2.

### Ordenadores de sobremesa
- Conroe, primer procesador de octava generación para ordenadores de sobremesa, 65 nm, dos núcleos (dual-core), y con 4 MiB de caché L2.
- Wolfdale, dos núcleos, heredero de Conroe con tecnología de 45 nm con 6 MiB de caché L2.
- Allendale, dos núcleos (dual-core), Conroe limitado con 2 MiB de caché L2.
- Kentsfield, procesador múltiple de cuatro núcleos (quad-core), compuesto por dos procesadores Conroe, con 4 × 4 MiB de caché L2.
- Yorkfield, procesador múltiple de cuatro núcleos, 45 nm, con 12 MiB de caché L2, sucesor de Kentsfield.
- Millville, un núcleo, Allendale limitado con 1 MiB de caché L2.
- Perryville, un núcleo, tanto para ordenadores portátiles como de sobremesa, de 45 nm, con 2 MiB de caché L2.

### Servidores y estaciones de trabajo
- Woodcrest, primer procesador de octava generación para servidores y estaciones de trabajo, 65 nm, dos núcleos (dual-core), y con 4 MiB de caché L2.
- Clovertown, procesador múltiple de cuatro núcleos (quad-core), compuesto por dos Woodcrests, con 4 × 4 MiB de caché L2.
- Clovertown-MP, versión de Clovertown con capacidad para multiproceso.
- Tigerton, cuatro núcleos, con capacidad para multiproceso. En un principio se intentó lanzar un procesador de nombre clave Whitefield en lugar de Tigerton. Whitefield podría haber sido un procesador de cuatro núcleos real (no un procesador múltiple) y podría haber usado el bus Common System Interface. Las diferencias entre Whitefield y su sustituto, Tigerton, son desconocidas en el momento de escribir este artículo.
- Harpertown, dos núcleos, heredero de Woodcrest con tecnología de 45 nm, o bien un procesador múltiple (MCM) de ocho núcleos, 45 nm, con 12 MiB de caché L2.
- Dunnington, entre 4 y 32 núcleos, sucesor de Tigerton.